# ZE:A
ZE:A (hangul: 제국의 아이들; também conhecidos como Children of Empire), é um grupo masculino sul-coreano formado pela Star Empire Entertainment em 2011. O grupo consistia em nove integrantes, sendo eles: Kevin, Kwanghee, Siwan, Junyoung, Taehyun, Heechul, Minwoo, Hyungsik e Dongjun. Sua estreia ocorreu em 7 de janeiro de 2010 com o lançamento do CD single Nativy. Eles realizaram sua primeira apresentação ao vivo nos palcos do programa musical Music Bank, em 15 de janeiro.

## Carreira

### Antes da estreia
Originalmente conhecidos como Children of Empire, o grupo foi inicialmente apresentado ao público após a transmissão do primeiro episódio de seu reality show Office Reality. O grupo ganhou grande atenção da mídia após suas breves participações em programas de variedades envolvendo guerrilha. O grupo também apareceu no documentário 9Muses of Star Empire, e mais tarde ganhou seu próprio documentário intitulado Empire Kids Returns onde eles mostram suas habilidades em performances aos arredores de Seul.
Após a mudança do seu nome de Children of Empire para ZE:A (hangul: 제아), o grupo enfrentou uma controvérsia seguindo as semelhanças no nome do grupo com o nome artístico da cantora JeA. Mais tarde, a Star Empire Entertainment revelou que a pronúncia do nome de ZE:A havia sido alterada.

### 2010:Nativity,Leap for Detonation,Level Up, primeira turnê e estreia no Japão
ZE:A realizou sua estreia em 7 de janeiro de 2010 com o lançamento do CD single Nativity, acompanhado pelo single Mazeltov, que respetivamente desempenhou a primeira posição no Album Chart e Artist Chart do Daum no mesmo dia. Posteriormente, o grupo realizou seu primeiro retorno com o CD single Leap For Detonation, em 25 de março. Um videoclipe para a faixa principal All Day Long, que foi produzida por Brave Brothers, no mesmo dia. Uma versão drama do videoclipe também foi lançada, onde Dongjun e Minha, ex-integrante do Nine Muses, trabalham como atores principais. Em 3 de julho, ZE:A retornou com seu primeiro single digital Level Up, cujo videoclipe foi lançado no dia seguinte. Mais tarde, ZE:A embarcou em sua primeira turnê promocional em diversos países, incluindo Tailândia, Singapura, Taiwan e Malásia. Em 22 de setembro, o grupo realizou sua estreia Japão com o single ZE: A! (ゼ ア!), que ficou em quarta colocação no Oricon. Meses mais tarde, em 21 de dezembro, o grupo realizou seu primeiro retorno japonês com o single Love Letter (My Only Wish), que desempenhou a quarta posição no Oricon.

### 2011:Lovability,Exciting,Watch OuteHeart For 2
Em 16 de janeiro de 2011, foi revelado que alguns integrantes do ZE:A terão papéis principais no filme RONIN POP, que é uma colaboração entre produtoras do Japão e da Coreia do Sul. O grupo lançou seu primeiro álbum de estúdio intitulado Lovability, acompanhado pela faixa principal Here I Am, em 17 de março. As promoções do grupo para Lovability foram suspendidas pois Be My Girl, uma das faixas do álbum, foi considerada imprópria para ser transmitida em programas musicais da Coreia do Sul. Em 16 de março, um representante da Star Empire Entertainment anunciou que iria doar parte dos lucros de sua primeira turnê para auxiliar nos reparos após o Sismo e Tsunami de Tohoku no Japão.
Em 17 de junho, a Star Empire anunciou que ZE:A iniciou seus preparativos para a gravação de um novo álbum, intitulado Exciting. Durante as gravações do videoclipe para a faixa principal Watch Out, o integrante Dongjun sofreu uma pequena lesão no tornozelo após sofrer uma queda do iate onde ocorria as gravações do MV. O terceiro CD single do grupo, intitulado Excting, acompanhado pela faixa principal Watch Out, foram lançados em 7 de julho. Sua apresentação ao vivo de retorno ocorreu no mesmo dia no programa Music Bank. Pela primeira vez, o grupo ocupou o primeiro lugar na parada de álbuns da Hanteo Chart. Após duas semanas de promoções para o single Watch Out, o grupo iniciou as promoções para a faixa Hero For 2. Em 2 de outubro, a Star Empire anunciou os planos de ZE:A para o lançamento de um single digital japonês, previsto para 22 de novembro. Consiste em quatro faixas, uma música balada intitulada Daily Daily, uma versão japonesa de All Day Long e os instrumentais de ambas as canções. Após duas horas de lançamento, o single desempenhou a terceira posição no Oricon.

### 2012–2013: Retorno cancelado, atividades em unidades,Spectacular,PhoenixeBeautiful Lady
Durante alguns meses de inatividade, diversos integrantes do ZE:A se arriscaram em atividades individuais, incluindo aparições em dramas coreanos. O integrante Siwan ganhou notoriedade nacional por sua atuação no drama da MBC The Moon That Embraces The Sun onde interpretou a versão adolescente do estudioso príncipe Heo Yeon. O drama foi exibido entre 4 de janeiro a 15 de março de 2012. O retorno do ZE:A estava previsto para 12 de junho, no entanto, em 29 de maio a Star Empire Entertainment revelou que o retorno do grupo seria cancelado por conta de uma pequena lesão no tornozelo esquerdo do integrante Junyoung. Dias depois, foi confirmado que o integrante Minwoo iria formar uma unidade especial com dois artistas japoneses: Nikaido Hayato e Sasake Yoshihide. Foi confirmado que o nome da unidade seria 3Peace Lovers e sua estreia ocorreu em 26 de junho com o lançamento do single Virtual Love.
Em 4 de julho, o grupo retornou com seu segundo álbum de estúdio intitulado Spectacular, acompanhado de sua faixa principal Aftermath. Um evento showcase foi realizado, onde o grupo apresentou todas as onze faixas do álbum aos fãs. Em 10 de agosto, foi confirmado que o integrante Kwanghee iria ser lançado no novo elenco do reality show We Got Married, acoplado com Han Sunhwa, integrante do Secret. Em 26 de agosto, ZE:A lançou seu quarto extended play intitulado Phoenix. Dias depois, o grupo lançou o single digital Beautiful Lady como um presente especial aos fãs. O videoclipe consiste em diversas cenas do integrante Hyungsik e Jihyun que foram aclopados no The Romantic And Idol. Em 8 de agosto de 2013, o grupo lançou seu primeiro extended play intitulado Ilusion, acompanhado pela faixaprincipal Ghost of Wind. O integrante Hyungsik foi lançado no drama de televisão The Heirs, enquanto Minwoo foi lançado no drama Summer Snow.

### 2014–2015:First Homme, atividade em unidades,ZE:A Best Albume pausa
O segundo extended play do grupo, intitulado First Homme, acompanhado pela faixa principal intitulado Breathe, foi lançado em 2 de junho de 2014. O grupo realizou sua apresentação ao vivo de retorno nos palcos do M Countdown três dias depois. O grupo promoveu Breathe simultaneamente acompanhado de St: Dagger, outra faixa do EP. Ambas foram produzidas pelo produtor Brave Brothers. Em 22 de agosto, o integrante Junyoung anunciou a mudança de seu nome artístico para Lee Hoo (hangul: 이후). Ele citou sentimentos negativos em torno de seu nome de nascimento como motivo para a mudança de seu nome artístico.
Em 22 de agosto, a Star Empire anunciou a formação de um grupo colaborativo entre ZE:A e Nine Muses, chamado Nasty Nasty. Composta por Kevin, Kyungri e Sojin (Nine Muses), a unidade realizou sua estreia em 3 de setembro com o lançamento do single digital Knock.
O integrante Minwoo anunciou seu alistamento no serviço militar obrigatório da Coreia do Sul em 26 de agosto de 2014. Seu alistamento ocorreu em 15 de setembro e se permanecerá durante os próximos vinte e um meses servindo ao exército. Taehyun se alistou no exército em 7 de dezembro de 2015 como um soldado de serviço ativo. O primeiro álbum de compilação do ZE:A, intitulado ZE:A Best Album, foi oficialmente lançado em 18 de setembro. Consiste em vinte e oito faixas ao total.

### 2016–2017: Atividades individuais dos integrantes e pausa
Em 18 de abril de 2016, o integrante Kwanghee foi confirmado para se juntar ao elenco do programa de variedades Infinite Challenge, um dos mais populares e bem sucedidos da Coreia do Sul.
Em 17 de fevereiro de 2017, foi falsamente confirmado que ZE:A havia se separado após a expiração dos contratos dos integrantes com a Star Empire Entertainment. Tal notícia foi posteriormente negado pelos próprios integrantes do grupo. Apesar da saída de alguns integrantes da gravadora, foi confirmado que o grupo ainda não se separou e que os integrantes pretendem focar em atividades individuais. Em 12 de abril, um representante da Star Empire confirmou que o grupo não se separou e irá realizar um retorno em breve.

## Integrantes
- Kevin (hangul: 케빈), nascido Kevin Kim (hangul: 케빈킴) em 23 de fevereiro de 1988 (37 anos) em Sydney, Nova Gales do Sul, Austrália. Também atende por seu nome coreano Kim Ji-yeop (hangul: 김지엽).
- Kwanghee (hangul: 광희), nascido Hwang Kwan-ghee (hangul: 황광희) em 25 de agosto de 1988 (36 anos) em Paju, Gyeonggi, Coreia do Sul.
- Siwan (hangul: 시완), nascido Lim Si-wan (hangul: 임시완) em 1 de dezembro de 1988 (36 anos) em Busan, Coreia do Sul.
- Junyoung (hangul: 준영),[36] nascido Moon Jun-young (hangul: 문준영) em 9 de fevereiro de 1989 (36 anos) em Seoul, Coreia do Sul.
- Taehyun (hangul: 태헌), nascido Kim Tae-hyun (hangul: 김태헌) em 18 de junho de 1989 (35 anos) em Gwangju, Coreia do Sul.
- Heechul (hangul: 희철), nascido Jung Hee-chul (hangul: 정희철) em 9 de dezembro de 1989 (35 anos) em Jeju, Coreia do Sul.
- Minwoo (hangul: 민우), nascido Ha Min-woo (hangul: 하민우) em 6 de setembro de 1990 (34 anos) em Yangsan, Gyeongsang do Sul, Coreia do Sul.
- Hyungsik (hangul: 형식), nascido Park Hyung-sik (hangul: 박형식) em 16 de novembro de 1991 (33 anos) em Yongin-si, Gyeonggi-do, Coreia do Sul.
- Dongjun (hangul: 동준), nascido Kim Dong-jun (hangul: 김동준) em 11 de fevereiro de 1992 (33 anos) em Busan, Coreia do Sul.

## Unidades

### ZE:A Five
ZE:A Five (hangul: 제아파이브), consiste em cinco integrantes, sendo eles: Kevin, Siwan, Hyungsik e Dongjun. Sua estreia ocorreu em 24 de março de 2013 com o lançamento do single The Day We Broke Up.

## Discografia

### Em coreano

#### Álbuns
- 2011: ''Lovability''
- 2012: ''Spectacular''

#### Álbum Compilação
- 2015: ''제국의아이들 (ZE:A) - Continue (Best Album)''

#### Single Álbum
- 2010: ''Nativity''
- 2010: ''Leap For Detonation''
- 2011: ''Exciting''
- 2012: ''PHOENIX''

#### Extended Plays
- 2013: ''Illusion''
- 2014: ''First Homme''

#### Singles
- 2010: ''Mazeltov''
- 2010: ''All Day Long''
- 2010: ''Level Up (Bad-Talk-Sad)''
- 2011: ''Here I Am''
- 2011: ''Watch Out''
- 2012: ''Aftereffect''
- 2012: ''Phoenix''
- 2012: ''Beautiful Lady''
- 2013: ''The Ghost Of The Wind''
- 2014: ''Breathe''

#### Outros Singles:
- 2013: ''Step by Step''

#### Participações
- 2011: Big Brother's "Will Prevail"

#### Colaboração
- 2012: ''K-Food - La La La''

#### Trilha Sonoras
- 2010: ''왜 몰랐을까(Why Didn't I Realize)'' (Chosun Police Season 3) (Série de TV)
- 2011: ''Run to the World'' (The Kick) (Filme)
- 2011: ''Run to the World (Rock ver.)'' (The Kick) (Filme)
- 2011: "Invincible" (Ronin Pop) (Filme)

### Em japonês

#### Outros álbuns
- 2010: ZE:A! (Best Álbum)
- 2011: Here I Am (mini-álbum)
- 2011: RONIN POP Original Soundtrack (オリジナルサウンドトラック) (álbum de trilha sonora)
- 2012: Phoenix (Full Álbum)

#### Singles
- 2010: "Love☆Letter"
- 2011: "Here I Am"
- 2011: "Watch Out~熱愛注意報~"
- 2011: "Daily Daily"

#### DVDs
- 2010: First Event & Live DVD in Yokohama & Osaka
- 2011: ZE:A Making of Ronin Pop
- 2011: SEOUL TRAIN with ZE:A
- 2011: ZE:A Special Live -Love Letter for you- in Tokyo DVD
- 2011: ZE:A 1st Fan Meeting - Happy ZE:A'S Day 2011

### Em taiwanês

#### Álbuns
- 2010: Di Guo Jing Xuan (帝國精選; Empire Hits) (Best Álbum)

#### Extended plays
- 2011: My Only Wish (mini-álbum especial)

### Em tailandês

#### Extended plays
- 2011: Thailand Thank You Album

## Indicações
| Ano  | Obra indicada | Prêmio                        | Resultado |
| ---- | ------------- | ----------------------------- | --------- |
| 2010 | Mazeltov      | Melhor Novo Artista Masculino | Indicado  |